# Triplestore
Una triplestore o almacén de RDF es una base de datos especialmente diseñada para el almacenamiento y recuperación de triples a través de consultas semánticas. Un triplete es una entidad de datos compuesta de sujeto-predicado-objeto, como «Bob es persona» o «Bob conoce a Fred».
Al igual que una base de datos relacional almacena información en un triplestore y recupera a través de un lenguaje de consulta (como SPARQL). Además de las consultas, las triples pueden ser importadas/exportadas en Resource Description Framework (RDF) y otros formatos.

## Implementaciones
Algunos triplestores han sido construidos como motores de base de datos desde cero, mientras que otros se han construido en la cima de los motores de base de datos relacional comercial (tal como en SQL-based) o motores de base de datos orientada a documentos de NoSQL.  Como el desarrollo temprano de «development of online analytical processing» (bases de datos OLAP), este enfoque intermedio permitió construir grandes y potentes motores de base de datos para poco esfuerzo de programación en las fases iniciales de desarrollo triplestore.
Una dificultad en la implementación de triplestores sobre SQL es que, aunque "triples" pueden ser "almacenados", es difícil implementar una consulta eficiente de un modelo RDF basado en grafos (como mapear desde SPARQL) en consultas SQL.

## Tipos de base de datos relacionados
Una base de datos basada en grafos tiene una estructura más generalizada que una basada en tripletas RDF, utilizando estructuras de grafos con nodos, aristas y propiedades para representar y almacenar los datos. Las bases de datos basadas en grafos pueden proporcionar adyacencia índice libre, lo que significa que cada elemento contiene un puntero directo a sus elementos adyacentes, y las búsquedas de índice son necesarias. Las bases de datos basadas en grafos generales que pueden almacenar cualquier grafo son distintas de las bases de datos basadas en grafos especializados como aquellas basadas en tripletes RDF y red 